# Meg Lemonnier
Pour les articles homonymes, voir Lemonnier.
Meg Lemonnier, nom de scène de Marguerite Gabrielle Clarté, est une actrice britannique née à Londres le 15 avril 1905 et morte à Clichy le 12 juin 1988.
Elle a été une vedette du cinéma français dans l'entre-deux-guerres.

## Biographie
La future Meg Lemonnier naît Marguerite Clarté à Londres le 15 avril 1905.
Ayant suivi ses parents qui se sont installés en France, elle fait ses débuts au théâtre en 1928 pour passer presque immédiatement à l'opérette, en 1929, puis au cinéma l'année suivante. L'Impresario Emile Audiffred prend en charge sa carrière à partir de 1928.
Dans Arsène Lupin banquier, opérette d'Yves Mirande, Albert Willemetz et Marcel Lattès créée à Paris en 1930, elle chante en chœur avec Koval et Gabin.
Aux débuts du cinéma parlant, elle interprète des rôles d'ingénues plus ou moins délurées, en jouant de son accent anglais. Elle est notamment la partenaire régulière d'Henry Garat, qu'elle accompagne dans ses succès (versions filmées de Il est charmant de Louis Mercanton en 1932 et de Un soir de réveillon de Karl Anton en 1933, avec aussi Arletty et Dranem).
Elle participe aux coproductions berlinoises : dans Georges et Georgette de Reinhold Schünzel et Roger Le Bon, en 1933, elle tient, aux côtés de Julien Carette, le rôle principal de la version française du film allemand Viktor und Viktoria dont Blake Edwards réalisera un remake à succès près d'un demi-siècle plus tard : Victor Victoria (1982), avec Julie Andrews dans le rôle principal ; dans Princesse Czardas de Georg Jacoby et André Beucler en 1934, elle est à nouveau dans une adaptation filmique d'opérette.
En plus du personnage de faux travesti de Georgette, elle montre de l'humour et de l'entrain dans notamment L'Habit vert de Roger Richebé en 1937, Ma sœur de lait de Jean Boyer et Belle Étoile de Jacques de Baroncelli en 1938. Puis ses rôles s'espacent (Adhémar ou le Jouet de la fatalité de Fernandel / Guitry et La Vérité sur Bébé Donge d'Henri Decoin en 1951, Maxime d'Henri Verneuil en 1958).
Parmi ses partenaires notables, on peut signaler Gabin, Raimu (La Chaste Suzanne), Albert Préjean (Pour le maillot jaune de Jean Stelli), Fernandel, Arletty. On peut la voir et l'entendre chanter Être une poule dans Un soir de réveillon.
Elle tourne également dans la série de télévision américaine (mais tournée en France) Sherlock Holmes, avec Ronald Horward, le fils de Leslie Howard, dans le rôle-titre (en 1954 et 1955). Ses rôles se raréfient cependant après-guerre et elle finit par renoncer au cinéma après une dernière apparition à l'écran en 1958.
Elle meurt le 12 juin 1988 à Clichy, et est inhumée au cimetière Rabelais II, à Saint-Maur-des-Fossés (Val-de-Marne).

## Vie privée
Elle se marie le 2 décembre 1935 à Cogolin avec l'administrateur de L'Auto Maurice Goddet. Ils ont deux enfants: Michel né le 14 novembre 1940 et Martine née le 6 juillet 1944.

## Filmographie
- 1930 : Mon gosse de père de Jean de Limur - sous réserve
- 1931 : Rive gauche de Alexandre Korda
- 1931 : Il est charmant de Louis Mercanton
- 1931 : Studenter i Paris - version suédoise du film précédent
- 1931 : Rien que la vérité de René Guissart
- 1932 : Camp volant de Max Reichmann
- 1932 : Une étoile disparait de Robert Villers
- 1932 : Une faible femme de Max de Vaucorbeil
- 1932 : Il est charmant de Louis Mercanton
- 1932 : Une petite femme dans le train de Karl Anton
- 1932 : Simone est comme ça de Karl Anton
- 1933 : Un soir de réveillon de Karl Anton : Monique Lepage
- 1933 : Georges et Georgette de Reinhold Schünzel et Roger Le Bon : Georgette
- 1934 : Princesse Czardas de Georg Jacoby et André Beucler
- 1935 : Moïse et Salomon parfumeurs d'André Hugon : Lia, la nièce de Moïse et de Salomon
- 1935 : Bourrachon de René Guissart
- 1935 : Les Sœurs Hortensias de René Guissart
- 1936 : La Bête aux sept manteaux de Jean de Limur
- 1936 : Trois, six, neuf de Raymond Rouleau
- 1937 : L'Habit vert de Roger Richebé
- 1937 : La Chaste Suzanne de André Berthomieu : Suzanne Pomerel
- 1938 : Belle Étoile de Jacques de Baroncelli : Meg Lemarchal
- 1938 : Le Monsieur de cinq heures de Pierre Caron
- 1938 : Ma sœur de lait de Jean Boyer
- 1939 : Visages de femmes de René Guissart
- 1939 : Pour le maillot jaune de Jean Stelli
- 1941 : Boléro de Jean Boyer
- 1942 : Ne le criez pas sur les toits de Jacques Daniel-Norman
- 1943 : La Cavalcade des heures de Yvan Noé
- 1950 : Banco de prince de Michel Dulud
- 1951 : Adhémar ou le Jouet de la fatalité de Fernandel
- 1951 : Le Gantelet vert (The green glove) de Rudolph Maté
- 1951 : La Vérité sur Bébé Donge de Henri Decoin
- 1952 : Je l'ai été trois fois de Sacha Guitry
- 1958 : Maxime de Henri Verneuil

## Théâtre
- 1930 : Arsène Lupin banquier, opérette d'Yves Mirande et Albert Willemetz, musique Marcel Lattès, Théâtre des Bouffes-Parisiens
- 1932 : Un soir de réveillon, opérette de Paul Armont et Marcel Gerbidon, musique Raoul Moretti, Théâtre des Bouffes-Parisiens
- 1936 : Trois...Six...Neuf... de Michel Duran, mise en scène Jean Wall, Théâtre Michel
- 1939 : L'Amant de paille de Marc-Gilbert Sauvajon et André Bost, mise en scène Jean Wall, Théâtre Michel
- 1946 : Si je voulais de Paul Géraldy et Robert Spitzer, Théâtre de la Michodière